# Castle Semple Loch
Il Castle Semple Loch è un lago d'acqua dolce della Scozia. Fa parte del Parco regionale Clyde Muirshiel.

## Geografia

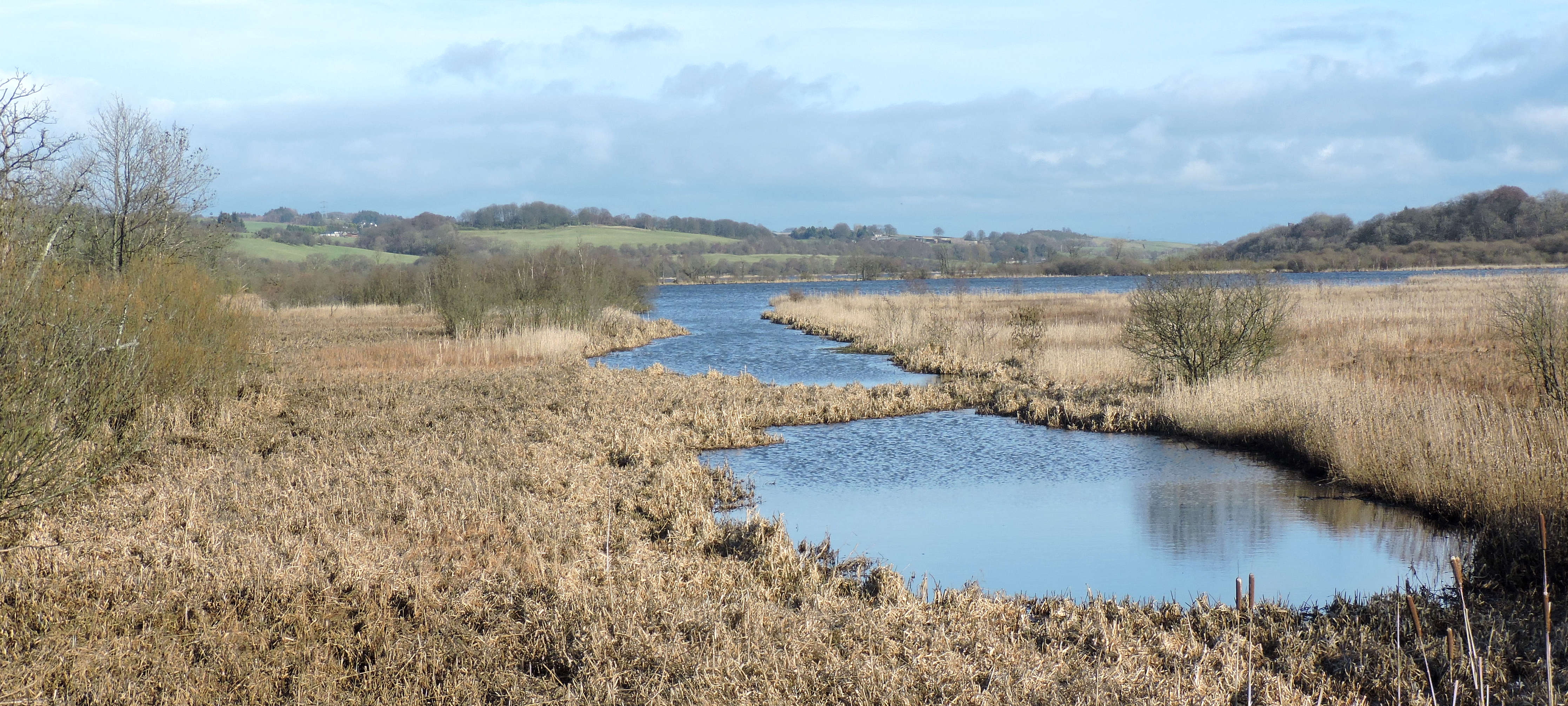
L'area paludosa nei pressi del centro di birdwatching

Il lago ha una forma grossomodo triangolare e misura 1,75 miglia (2,82 km) di lunghezza, 0,35 miglia (0,56 km). La sua superficie è di 203 acri (82 ha) e la profondità massima di soli 5 piedi (1,5 m). È situato nell'area di consiglio del Renfrewshire; a sud-ovest dello specchio d'acqua si trova il centro abitato di Lochwinnoch, mentre a nord-est sulla riva del lago sorge Howwood. Sulla costa sud-orientale del lago passa l'Ayrshire Coast Line, una linea ferroviaria che collega la costa dell'Ayrshire con Glasgow.

## Storia

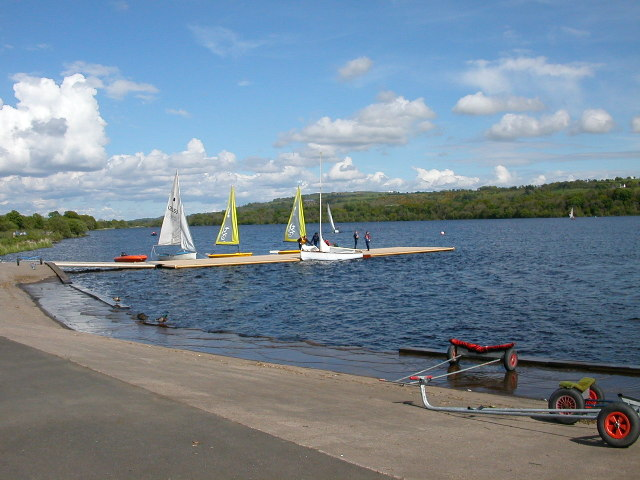
Sport acquatici sul lago

Nella zona di Lochwinnoch c'è una lunga storia di piani di bonifica agraria. Un intervento coordinato venne promosso attorno al 1691 dai pari di Scozia Lord Sempil, e fu seguito da quelli messi in atto dal Colonel McDowal nel 1774, da James Adams di Burnfoot e da altri. Finché tali interventi non furono completati i tre laghi contigui di Loch Winnoch, Barr Loch e Kilbirnie Loch) nei periodi di piena straripavano fondendosi tra loro, così che negli antichi scritti di Ettore Boezio, Hollings e Petruccio Ubaldini venivano considerati un unico specchio d'acqua che veniva chiamato con il nome di  Garnoth o Garnott.
Verso la fine del XVIII secolo i sedimenti deposti dal Calder divisero definitivamente l'attuale Castle Semple Loch dal Barr Loch, che sono oggi due entità separate. Il lago ha ospitato varie competizioni sportive, come i campionati di canottaggio scozzesi e la Home International Regatta.. Sulla costa sud-occidentale del lago la RSPB ha istituito una riserva naturale ornitologica (Bird sanctuary).

## Edifici storici
La rovine di una torre alto-medioevale chiamata Peel Tower si trova sulla sponda meridionale del lago ad Air Meadow, e non è accessibile se non con un'imbarcazione. Si trattava probabilmente di una fortificazione costruita dagli abitanti della zona per controllare il banditismo e altre minacce, perché solo la gente del posto conosceva i percorsi che permettevano di percorrere in sicurezza l'area paludosa.
Sulla costa settentrionale sono presenti le rovine di una piccola chiesa del XVI secolo, la Collegiata di Castle Semple, fatta costruire nel 1504 da John, signore di Sempill, e che oggi è sotto la tutela di Historic Scotland. Sulla costa nord del lago sorgeva anche Castle Semple, una residenza di origine rinascimentale della quale, dopo l'incendio che la distrusse nel 1924, restano alcuni manufatti del parco, una parte del muro che lo circondava ed uno dei suoi portali di ingresso.
Un edificio a pianta ottagonale, conosciuto come The Temple e che domina il lago dalla Kenmuir hill, venne costruito nel XVIII secolo come punto di osservazione per la caccia.

## Escursionismo

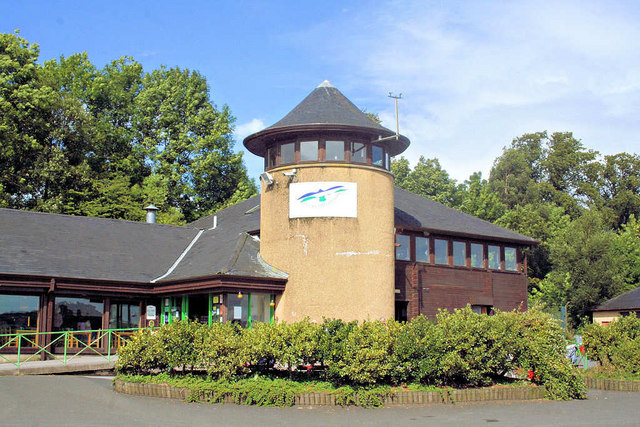
Il centro visite del Parco regionale, sulla riva nord del lago

Alcuni itinerari pedonali o per mountain bike costeggiano le rive del lago. Una pista ciclabile, principalmente ricavata dalla vecchia linea ferroviaria Sustrans oggi dismessa, passa sulla sua sponda settentrionale nei pressi del centro visite del parco. È lunga 14 miglia (23 km) e fa parte della Lochs and Glens Route. Le moderate pendenze dovute al fatto di avere riutilizzato il sedime della linea ferroviaria ne fanno un percorso agevole per i ciclisti e quasi del tutto separato dal traffico motorizzato.